# Coremiocnemis
Coremiocnemis là một chi nhện trong họ Theraphosidae.

## Các loài
Chi này gồm các loài:
- Coremiocnemis brachyramosa West & Nunn, 2010
- Coremiocnemis cunicularia (Simon, 1892)
- Coremiocnemis gnathospina West & Nunn, 2010
- Coremiocnemis hoggi West & Nunn, 2010
- Coremiocnemis jeremyhuffi West & Nunn, 2010
- Coremiocnemis kotacana West & Nunn, 2010
- Coremiocnemis obscura West & Nunn, 2010
- Coremiocnemis tropix Raven, 2005
- Coremiocnemis valida Pocock, 1895